# Selections from Showboat
Selections from Showboat – kompilacyjny album muzyczny wydany przez Decca Records w 1948 roku, zawierający piosenki z musicalu Show Boat. Utwory wykonali: Bing Crosby, Frances Langford, Tony Martin, Kenny Baker oraz Lee Wiley.

## Lista utworów
Utwory znalazły się na zestawie czterech 10-calowych płyt 78 obr./min, Decca Album No. A-619.
Płyta 1: (25259)
1. „Ol’ Man River ”, nagrany przez Binga Crosby'ego 31 grudnia 1945 roku
2. „I Still Suits Me”, nagrany przez Binga Crosby'ego i Lee Wiley 17 marca 1947 roku

Płyta 2: (25260)
1. „Make Believe”, nagrany przez Kenny'ego Bakera 26 czerwca 1942 roku
2. „You Are Love”, nagrany przez Kenny'ego Bakera 26 czerwca 1942 roku

Płyta 3: (25261)
1. „Can't Help Lovin 'Dat Man”, nagrany przez Frances Langford 14 czerwca 1942 roku
2. „Bill”, nagrany przez Frances Langford 14 czerwca 1942 roku

Płyta 4: (25262)
1. „Why Do I Love You?”, nagrany przez Frances Langford i Tony'ego Martina 19 lipca 1942 roku
2. „All the Things You Are”, nagrany przez Tony'ego Martina 19 grudnia 1939 roku (Ta piosenka pochodzi z musicalu „Very Warm for May”, a nie „Show Boat”.)